# Vertu (Ultima)
Les Vertus forment un concept central de l'univers de la série de jeux vidéo Ultima. Inspirées par les codes de chevalerie du Moyen Âge, par le sentier octuple bouddhiste, elles forment un système philosophique présenté comme la base de la société imaginaire de Britannia. Le joueur, incarnant l'Avatar, est présenté comme l'incarnation de ces vertus, qu'il doit suivre, respecter ou défendre.
Étrangement, Le Magicien d'Oz joue également un rôle important dans la création du système des Vertus ; comme l'indiqua Richard Garriott, créateur de la série Ultima, les trois compagnons de Dorothy Gale pouvant être reliés aux trois principes : l'épouvantail (Vérité), l'homme en fer blanc (Amour), et le lion peureux (Courage).

## Les trois principes
Les huit vertus d’Ultima sont basées sur trois principes :
| Principe | Lieu associé    | Objet     |
| -------- | --------------- | --------- |
| Vérité   | Lycaeum         | Livre     |
| Amour    | Abbaye d’Empath | Chandelle |
| Courage  | Serpent's Hold  | Cloche    |

## Les huit vertus
| Vertu        | Principes                   | Ville associée | Mantra | Classe de joueur | Donjon                  | Couleur | Symbole         |
| ------------ | --------------------------- | -------------- | ------ | ---------------- | ----------------------- | ------- | --------------- |
| Honnêteté    | Vérité pure                 | Moonglow       | Ahm    | Mage             | Duperie (Deceit)        | Blue    | Main levée      |
| Compassion   | Amour pur                   | Britain, Cove  | Mu     | Barde            | Dumépris (Despise)      | Jaune   | Cœur            |
| Valeur       | Courage pur                 | Jhelom         | Ra     | Guerrier         | Destard                 | Rouge   | Épée            |
| Justice      | Vérité, amour               | Yew            | Beh    | Druide           | Malfaisance (Wrong)     | Vert    | Balance         |
| Sacrifice    | Amour, courage              | Minoc          | Cah    | Réparateur       | Convoitise (Covetous)   | Orange  | Œil larmoyant   |
| Honneur      | Vérité, courage             | Trinsic        | Summ   | Paladin          | Honte (Shame)           | Violet  | Calice          |
| Spiritualité | Vérité, amour et courage    | Skara Brae     | Om     | Ranger           | Hythloth                | Blanc   | Ankh            |
| Humilité     | Au-delà des trois principes | New Magincia   | Lum    | Berger           | Grande Abysse Stygienne | Noir    | Bâton de berger |